# Daniel Göhlert
Daniel Göhlert (25 september 1980) is een Duitse voetballer (verdediger) die sinds 2006 voor de Duitse tweedeklasser 1. FC Union Berlin uitkomt. Voordien speelde hij voor Chemnitzer FC.